# Plaza 66
Il Plaza 66 (in cinese: 上海恒隆广场) è un complesso di edifici di Shanghai, in Cina.
È formato da due grattacieli, il più alto, completato nel 2001, è chiamato Torre Uno, il più basso è invece denominato Torre Due ed è stato completato nel 2006. Entrambi sono stati progettati da Kohn Pedersen Fox Associates.